# Gauliga Württemberg 1933/34
Die Gauliga Württemberg 1933/34 war die erste Spielzeit der Gauliga Württemberg im Fußball. Meister wurde Union Böckingen.

## Verlauf
Die Liga war weitgehend identisch mit der bis 1932/33 ausgetragenen Bezirksliga Württemberg, allerdings wurden jetzt die politischen Grenzen bei der Ligaeinteilung strenger berücksichtigt. So wechselten die beiden Ulmer Vereine, die zuvor in der Bezirksliga Südbayern angetreten waren, in die Gauliga Württemberg, während der 1. FC Pforzheim und Germania Brötzingen in die Gauliga Baden übernommen wurden.
Die erste Gaumeisterschaft sicherte sich die Mannschaft von Union Böckingen um Torjäger Karl Schadt gegen die punktgleichen Stuttgarter Kickers. Böckingen qualifizierte sich damit für die Endrunde um die deutsche Meisterschaft, wo sie als Gruppenletzter in der Vorrunde ausschieden.
Der VfR Heilbronn wurde im Februar 1934 nach dreizehn von insgesamt achtzehn Spielen disqualifiziert. Hintergrund war ein Skandal um den ehemaligen Heilbronner Nationalspieler Andreas Franz. Dieser war vom VfR zunächst als Sportlehrer gegen Monatsgehalt eingestellt worden, wenig später jedoch nur noch als Stürmer tätig, obwohl er weiter das Sportlehrergehalt bezog. Er wurde im Vorfeld des Rückrundenspiels gegen den Lokalrivalen Union Böckingen vom Union-Spieler Richard Walter des Berufsspielertums bezichtigt, und daraufhin vom DFB gesperrt. Der VfR Heilbronn wurde vorübergehend aus dem DFB ausgeschlossen. Darüber hinaus wurden alle Ergebnisse der Gauligasaison aus der Wertung genommen, so dass der VfR als erster Absteiger feststand. Allerdings hatten die Heilbronner bis zu diesem Zeitpunkt ohnehin erst sieben Punkte gesammelt und wären wohl auch ohne Disqualifikation abgestiegen. Der zweite Absteiger neben dem VfR Heilbronn war der 1. FC 08 Birkenfeld, der ab 1934/35 in die badischen Spielklassen eingereiht wurde.
Den Aufstieg in die Gauliga schafften die Sportfreunde Esslingen sowie der 1. Göppinger SV, die sich in der Aufstiegsrunde der Bezirksklassensieger gegen die SpVgg Trossingen durchsetzten.

## Hauptrunde

### Teilnehmer
Für die erste Austragung der Gauliga Baden qualifizierten sich folgende Mannschaften:
- die sechs besten württembergischen Mannschaften aus der Bezirksliga Württemberg/Baden, Gruppe Württemberg der süddeutschen Fußballmeisterschaft 1932/33:
  - Stuttgarter Kickers
  - Union Böckingen
  - VfB Stuttgart
  - SV Feuerbach
  - Stuttgarter SC
  - 1. FC 08 Birkenfeld

- die zwei besten württembergischen Mannschaften aus der Bezirksliga Bayern, Gruppe Südbayern der süddeutschen Fußballmeisterschaft 1932/33:
  - FV Ulm 1894
  - 1. SSV Ulm

- zwei Aufsteiger aus den Bezirksklassen 1932/33:
  - Sportfreunde Stuttgart
  - VfR Heilbronn

### Kreuztabelle
Die Kreuztabelle stellt die Ergebnisse aller Spiele dieser Saison dar. Die Heimmannschaft ist in der linken Spalte, die Gastmannschaft in der oberen Zeile aufgelistet.
n. a. = nicht ausgetragen
| 1933/34                | Union Böckingen | Stuttgarter Kickers | VfB Stuttgart | Sportfreunde Stuttgart | SV Feuerbach | 1. SSV Ulm | Stuttgarter SC | Ulmer FV 1894 | 1. FC 08 Birkenfeld | VfR Heilbronn |
| ---------------------- | --------------- | ------------------- | ------------- | ---------------------- | ------------ | ---------- | -------------- | ------------- | ------------------- | ------------- |
| Union Böckingen        |                 | 5:0                 | 2:3           | 3:1                    | 1:0          | 5:1        | 1:0            | 4:3           | 4:1                 | 1:0           |
| Stuttgarter Kickers    | 4:2             |                     | 1:4           | 3:1                    | 2:1          | 5:0        | 1:1            | 1:0           | 5:1                 | 2:1           |
| VfB Stuttgart          | 3:3             | 4:0                 |               | 1:4                    | 1:2          | 3:1        | 6:0            | 4:4           | 1:1                 | n.a.          |
| Sportfreunde Stuttgart | 3:3             | 3:3                 | 1:3           |                        | 2:2          | 3:1        | 4:2            | 5:0           | 2:1                 | 3:1           |
| SV Feuerbach           | 3:1             | 1:2                 | 2:1           | 4:3                    |              | 4:2        | 5:1            | 1:2           | 3:3                 | n.a.          |
| 1. SSV Ulm             | 6:2             | 2:3                 | 3:3           | 3:2                    | 1:1          |            | 4:1            | 1:5           | 3:2                 | n.a.          |
| Stuttgarter SC         | 1:2             | 1:3                 | 3:1           | 2:1                    | 1:0          | 4:1        |                | 2:2           | 1:2                 | 3:2           |
| Ulmer FV 1894          | 2:5             | 3:1                 | 4:4           | 0:1                    | 1:1          | 0:2        | 2:4            |               | 5:2                 | 6:1           |
| 1. FC 08 Birkenfeld    | 0:1             | 1:2                 | 4:3           | 3:4                    | 4:3          | 4:4        | 2:2            | 1:0           |                     | 2:2           |
| VfR Heilbronn a        | 2:5             | n.a.                | 3:4           | 4:2                    | 0:2          | 1:2        | 2:1            | 2:0           | n.a.                |               |

### Abschlusstabelle
| Pl. | Verein                 | Sp. | S  | U | N | Tore    | Quote | Punkte |
| --- | ---------------------- | --- | -- | - | - | ------- | ----- | ------ |
| 1.  | Union Böckingen        | 16  | 10 | 2 | 4 | 044:310 | 1,42  | 22:10  |
| 2.  | Stuttgarter Kickers    | 16  | 10 | 2 | 4 | 036:300 | 1,20  | 22:10  |
| 3.  | VfB Stuttgart          | 16  | 6  | 5 | 5 | 045:350 | 1,29  | 17:15  |
| 4.  | Sportfreunde Stuttgart | 16  | 7  | 3 | 6 | 040:340 | 1,18  | 17:15  |
| 5.  | SV Feuerbach           | 16  | 6  | 4 | 6 | 033:280 | 1,18  | 16:16  |
| 6.  | 1. SSV Ulm             | 16  | 5  | 3 | 8 | 035:470 | 0,74  | 13:19  |
| 7.  | Stuttgarter SC         | 16  | 6  | 1 | 9 | 026:370 | 0,70  | 13:19  |
| 8.  | FV Ulm 1894            | 16  | 4  | 4 | 8 | 033:390 | 0,85  | 12:20  |
| 9.  | 1. FC 08 Birkenfeld    | 16  | 4  | 4 | 8 | 032:430 | 0,74  | 12:20  |
| 10. | VfR Heilbronn a        | 0   | 0  | 0 | 0 | 000:000 | 1,00  | 0:0    |

## Aufstiegsrunde
| Platz | Verein                                       | Spiele | Tore  | Quote | Punkte |
| ----- | -------------------------------------------- | ------ | ----- | ----- | ------ |
| 1.    | Sportfreunde Esslingen (Sieger Staffel West) | 4      | 15:30 | 5,00  | 6:2    |
| 2.    | 1. Göppinger SV (Sieger Staffel Ost)         | 4      | 09:14 | 0,64  | 5:3    |
| 3.    | SpVgg Trossingen (Sieger Staffel Süd)        | 4      | 04:11 | 0,36  | 1:7    |